# Kouros de Kroisos
Le Kouros de Kroisos ou Kouros d'Anavyssos est une statue grecque antique en marbre de l'époque archaïque, vers 540/510 av. J.-C., représentant un jeune homme (grec ancien κοῦρος / koũros, fr. kouros) nu à vocation funéraire. Elle est conservée au musée national archéologique d'Athènes (n° 3851).

## Découverte
La statue fut découverte en 1936, lors de fouilles clandestines dans la nécropole d'Anávyssos, une localité côtière à 34 km au sud-est d'Athènes (dème du Saronique) ; puis la base de la statue portant l'inscription fut retrouvée en 1938. La statue était restée miraculeusement presque intacte : seuls manquaient quelques petits fragments et le pied gauche était brisé. Elle a été sciée en plusieurs morceaux pour être envoyée illégalement en France, mais elle fut récupérée par la Grèce en 1937 pour rejoindre le musée national archéologique d'Athènes.

## Description
Le kouros de Kroisos, en marbre de Paros, mesure 1,94 m. La statue représente un jeune homme nu, en position frontale, le pied gauche légèrement avancé, les bras le long du corps. Sa coiffure est typique des kouroi de l'époque : les cheveux, bouclés sur le front, sont retenus par un bandeau et tombent en longues mèches tressées en arrière des épaules. Le visage arbore le sourire archaïque typique des statues de cette époque.
L'inscription en forme d'épigramme, gravée sur quatre lignes sur une base associée à la statue, s'adresse au passant : elle donne le nom du mort : Κροῖσος, Kroisos (qui peut aussi être francisé en Crésus), les circonstances de son décès (c'est un soldat mort au combat) et indique la fonction commémorative de la statue :
ΣΤΕΘΙ ΚΑΙ ΟΙΚΤΙΡΟΝ ΚΡΟΙΣΟ
ΠΑΡΑ ΣΕΜΑ ΘΑΝΟΝΤΟΣ ΗΟΝ
ΠΟΤ' ΕΝΙ ΠΡΟΜΑΧΟΙΣ ΟΛΕΣΕ
ΘΟΡΟΣ ΑΡΕΣ
à lire comme :
στε͂θι ∶ καὶ οἴκτιρον ∶ Κροίσο
παρὰ σε͂μα θανόντος ∶ / ℎόν
ποτ’ ἐνὶ προμάχοις ∶ ὄλεσε
θο͂ρος ∶ Ἄρες.
« Arrête-toi et pleure devant la tombe de Kroisos qui est mort, tué par Arès sauvage alors qu'il combattait en première ligne ».

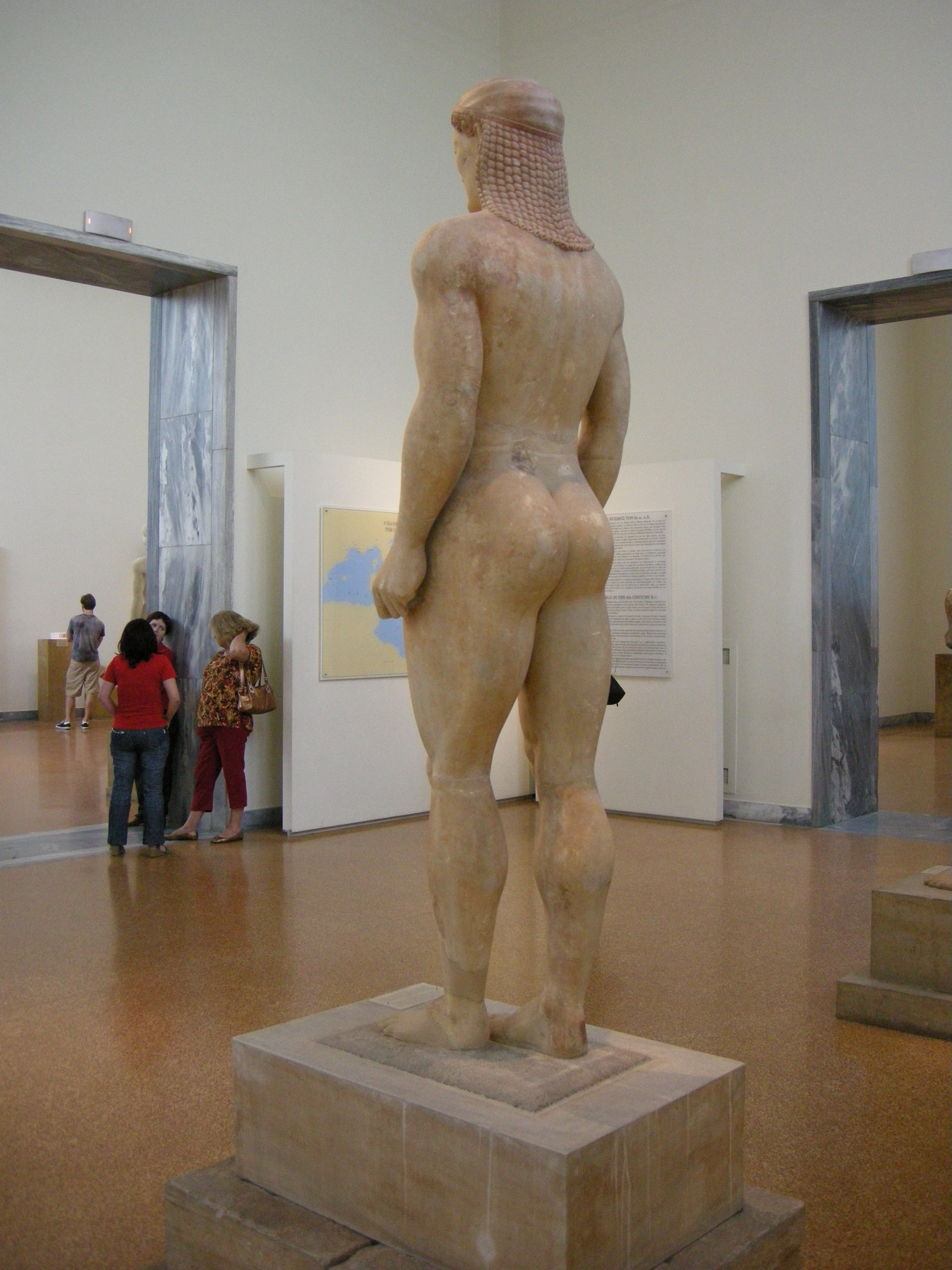
Le kouros de Kroisos, de dos.
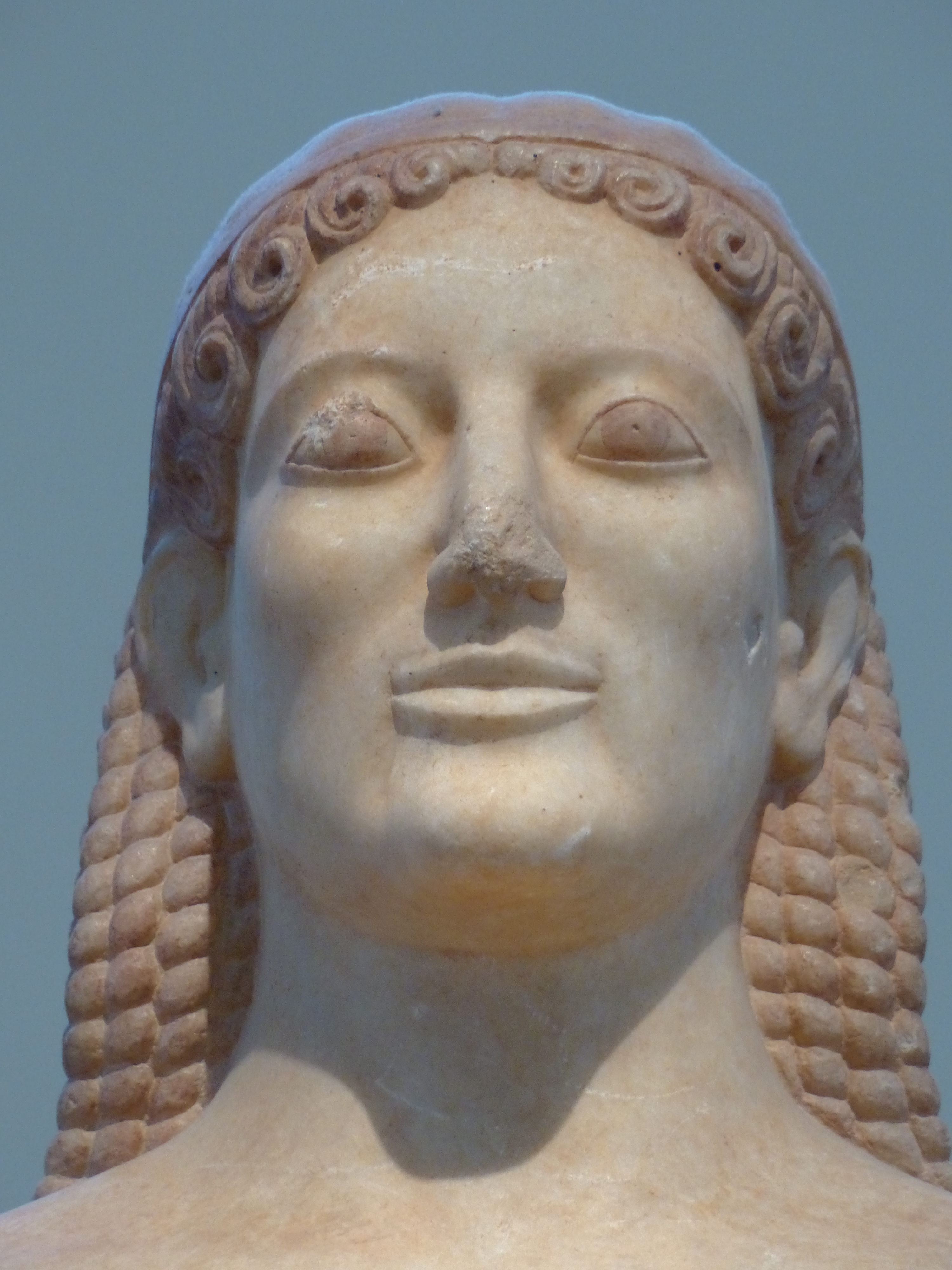
Détails du visage.
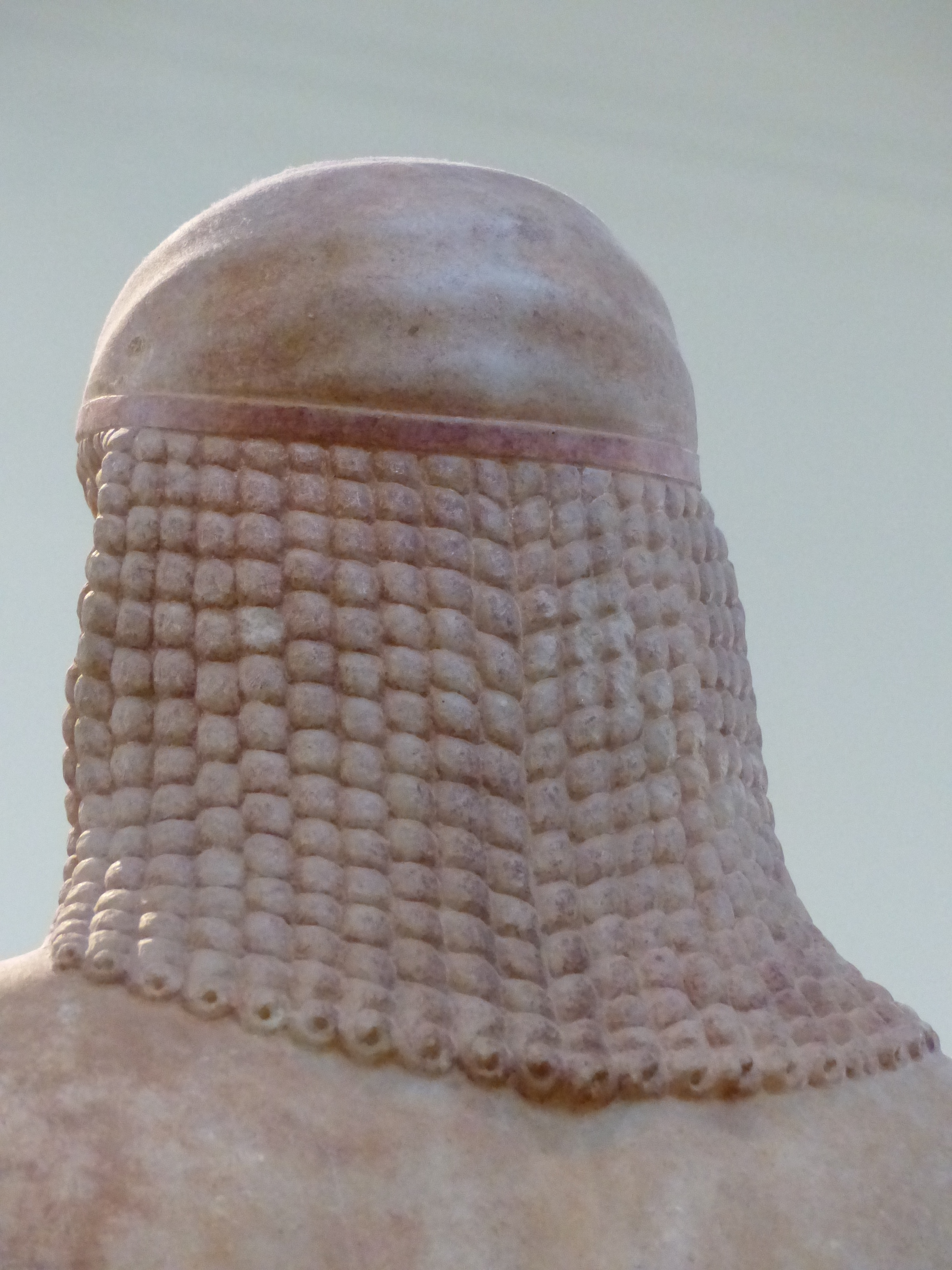
Détails de la chevelure.
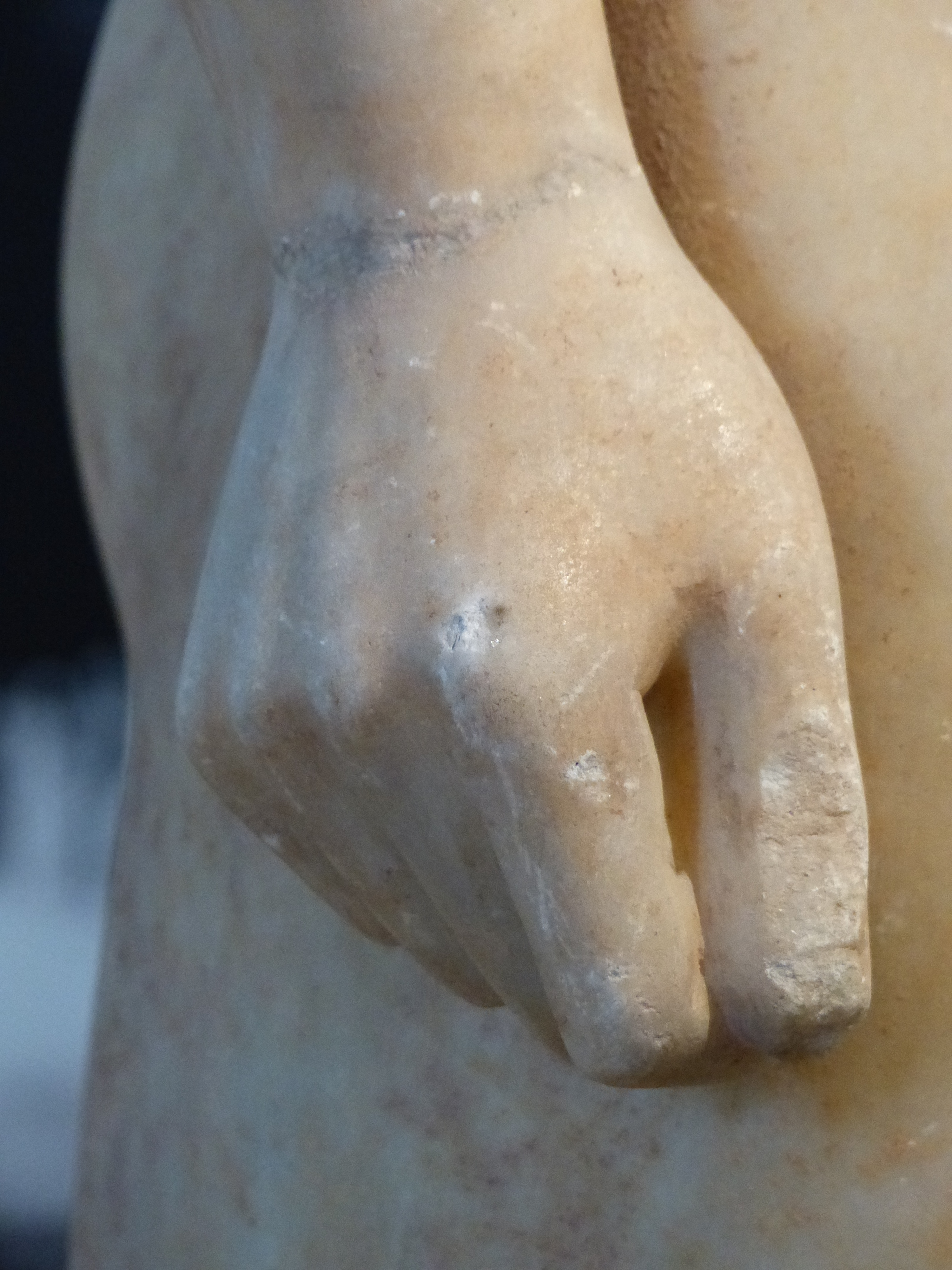
Détails de la main droite.

## Analyse stylistique
On peut comparer ce kouros à d'autres de même époque, comme le grand Kouros de Sounion (n° 2720, musée national archéologique) qui possède une taille plus resserrée et des détails anatomiques plus stylisés, représentés par des lignes ou des incisions qui le datent des années 610/590 av. J.C., ou encore le Kouros de Volomandra (n° 1906, musée national archéologique, vers 550 av. J.C.) qui montre des formes plus arrondies, des détails anatomiques traités en reliefs plus modelés, proche du Kouros de Kroisos, mais d'une facture qui semble moins maîtrisée. Le kouros qui semble le plus proche du Kouros de Kroisos serait celui appelé kouros Getty, exposé au J. Paul Getty Museum de Malibu, mais certains experts mettent en cause son authenticité.

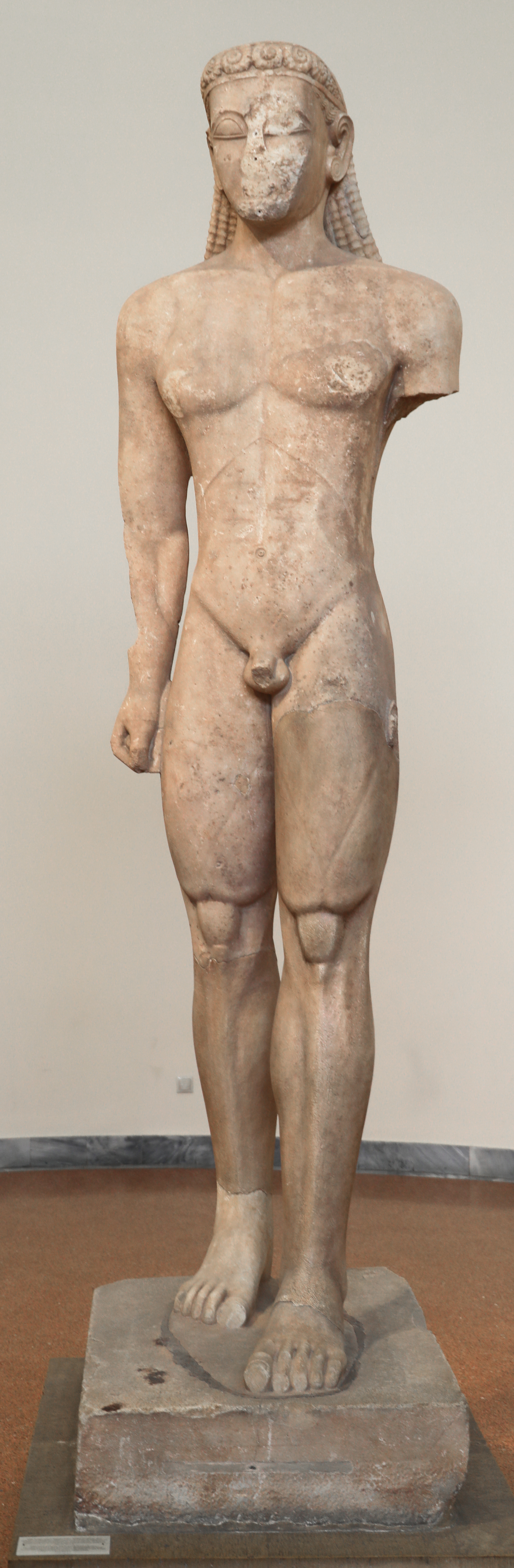
Le grand Kouros de Sounion, 3,05 m.
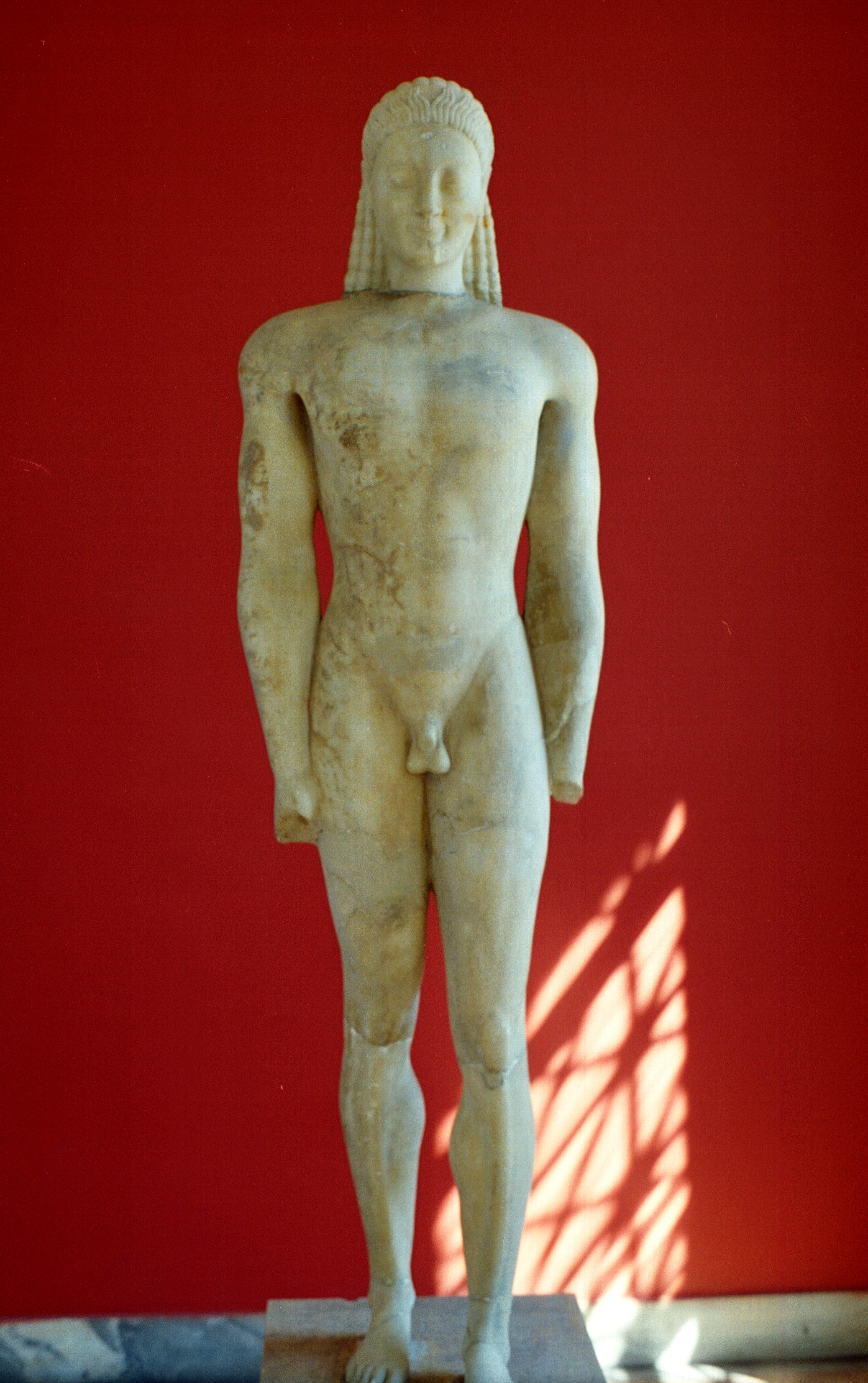
Kouros de Volomandra, vers -550.
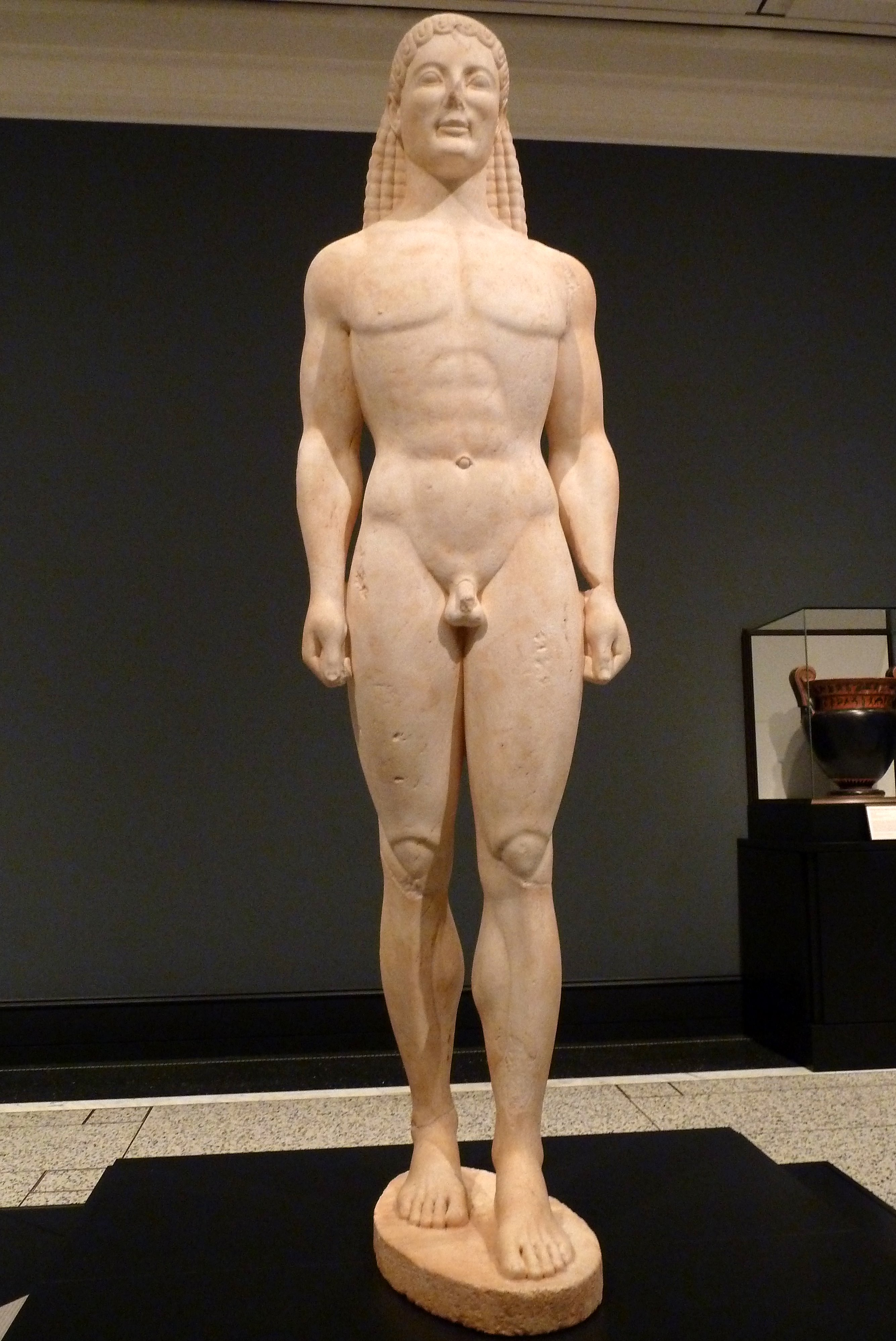
Kouros Getty

Il reste à savoir si la quinzaine de kouroi archaïques qui sont parvenus jusqu'à nous, dont la fonction funéraire commémorative ne fait aucun doute, étaient conçus sur un modèle standard impersonnel et symbolique, ou s'ils cherchaient, malgré la difficulté technique et les possibilités artistiques de l'époque, à représenter une personne définie, celle du défunt. D'autre part, leur fonction magique et leur relation avec une représentation sublimée d'Apollon ouvrent le champ à de nombreuses interprétations qui divisent les archéologues et les chercheurs en histoire de l'art.